# Primus inter pares

Primus inter pares („primul între egali” sau „primul între cei de același rang”) este o frază care denotă faptul că o persoană este considerată ca fiind cea mai importantă sau mai onorată din cadrul unui grup de persoane care au același rang sau funcție.
Atunci când nu este utilizat cu referință la o anume funcție sau un anume titlu, fraza poate indica faptul că, deși are din punct de vedere tehnic același rang cu ceilalți, persoana respectivă este considerată o autoritate deosebită în grup sau este un lider neoficial sau ascuns al grupului.